# Artur da Costa e Silva
Artur da Costa e Silva, född 3 oktober 1899 i Taquari, Rio Grande do Sul, död 17 december 1969 i Rio de Janeiro, var en brasiliansk armégeneral och politiker.
Som Brasiliens 27:e president ledde han militärjuntan mellan 15 mars 1967 och 14 oktober 1969.

## Biografi
Costa e Silva ingick i den militärjunta som 1964 avsatte João Goulart och blev själv försvarsminister under Castelo Branco. Han valdes 1967 till dennes efterträdare som president. Under Costa e Silvas regering inleddes ”den hårda linjen” – linha dura inom juntaperioden med kraftiga begränsningar i pressfriheten och andra medborgerliga fri- och rättigheter.